# Месје 11
Месје 11 (М11) је расејано звездано јато у сазвежђу Штит које се налази у Месјеовом каталогу објеката дубоког неба.
Деклинација објекта је - 6° 16' 12" а ректасцензија 18h 51m 5,0s. Привидна величина (магнитуда) објекта М11 износи 5,8. М11 је још познат и под ознакама NGC 6705, OCL 76, Wild Duck cluster.